# 4343 Тецуя
4343 Тецуя (4343 Tetsuya) — астероїд головного поясу, відкритий 10 січня 1988 року.
Тіссеранів параметр щодо Юпітера — 3,299.
Названо на честь Тецуя (яп. てつや(哲也) тецуя).